# 法馬古斯塔區 (北塞浦路斯)

法馬古斯塔區所在位置

法馬古斯塔區（土耳其語：Gazimağusa ilçesi）是北塞浦路斯土耳其共和國的6個地區之一。法馬古斯塔區總面積997平方公里，2021年人口共77,330人，下轄法马古斯塔（首府）、阿克多安與列夫科尼科3個次區（Bucağı），區長為迪爾達內·阿哲（Dürdane Acı）。